# 徐常吉
徐常吉（1527年—1590年），字士彰，號儆弦，直隸常州府武進縣人，民籍，明朝政治人物。

## 生平
嘉靖四十三年（1564年）甲子科應天府鄉試第三十七名舉人。會試多年不中。選上海縣教諭。萬曆十一年（1583年）癸未科會試第一百八十名，三甲一百五十一名進士。刑部觀政，本年授中书舍人，十六年选授南京戶科給事中，以清廉聞名。十八年遷浙江按察司僉事，未到任卒。

## 著作
有《事詞類奇》、《六經類雅四書原旨》、《詩翼說》、《遺經四解》。

## 家族
曾祖父徐昱，曾任壽官；祖父徐泰；父親徐岳。母潘氏。